# Paon
Paon是位於日本的電子遊戲開發公司。在與任天堂的合作中，公司開發了《DK: King of Swing》、《DK: Jungle Climber》和《Donkey Kong Barrel Blast》。他們還開發了海格力斯的榮光的第五部遊戲《海格力斯的榮光 魂之證明》。
在Data East公司破產時，Paon接納了一部分前Data East職員並購買了Karnov、Chelnov、空牙三部曲和海格力斯的榮光系列的版權，也接收了位於宮城縣仙台市的開發室。他們還參與了超級明星大亂鬥的開發。Paon已經在Wii、Game Boy Advance、任天堂DS和PlayStation 2平台上開發過了遊戲，並已將一些遊戲發行於Wii Virtual Console上。

## 開發遊戲
- New Horizon English Course 1（任天堂DS）
- New Horizon English Course 2（任天堂DS）
- New Horizon English Course 3（任天堂DS）
- The Wild Rings（2003，微軟遊戲工作室，Xbox）
- DK: King of Swing（2005，任天堂，Game Boy Advance）
- Donkey Kong Barrel Blast（2007，任天堂，Wii）
- DK: Jungle Climber（2007，任天堂，任天堂DS）
- 海格力斯的榮光 魂之證明（2008，任天堂，任天堂DS）
- Klonoa: Door to Phantomile（2008，萬代南夢宮遊戲，Wii)

## 外部連結
- 官方网站 （日語）